# Piberbach
Piberbach – gmina w Austrii, w kraju związkowym Górna Austria, w powiecie Linz-Land. Według Austriackiego Urzędu Statystycznego liczyła 1880 mieszkańców (1 stycznia 2015).